# Véber György
Véber György (Szeged, 1969. július 25. –) labdarúgó, edző.

## Pályafutása
Szegeden kezdte labdarúgó pályafutását, később a Győri ETO-ban majd az Újpesti Dózsában játszott, itt érte el pályafutása legnagyobb sikereit. 1998-ban súlyos sérülést szenvedett, ami nagyban közrejátszott abban, hogy pályafutása nem teljesedhetett ki. Az UTE után, a Tatabányához igazolt. Pályafutása során 3 alkalommal volt válogatott. 2004-ben került vissza Újpestre, ahol Mészöly Géza mellett dolgozott. Edzője volt az Újpest FC-Fót csapata mellett a Mosonmagyaróvár és Balatonlelle csapatainak is.
2008-tól 2011-ig a Lombard Pápa vezetőedzője volt. A csapattal 2009-ben sikerült visszakerülni az első osztályba, annak ellenére, hogy tavasszal 10 pontos hátránnyal vette a szakmai munka irányítását. A bemutatkozás az NB I-ben sikeres volt, egykori csapatát az Újpestet 3:0 arányban győzték le. A következő két évben egyaránt jellemezték sikerek és kudarcok a csapat szereplését, végül mindkét évben sikerült megtartani az NB I-es tagságot. A 2011-2012-es bajnoki szezont is jól kezdte a csapat, de a gyengébb eredmények után az ősszel közös megegyezéssel szerződést bontottak vele. Véber György 88 bajnoki mérkőzésen (73 NB I-es és 15 NB II-es) irányította a pápai csapat szakmai munkáját. Élvonalbeli mérlege 73 mérkőzésen 24 győzelem, 13 döntetlen és 36 vereség, összesen 88 meccsen 38 győzelem, 14 döntetlen és 36 vereség. 
2012 márciusában az NB II Keleti csoportjában szereplő Mezőkövesd edzője lett. Nem sikerült benntartania a mezőkövesdieket az első osztályban, ezért szerződést bontottak vele. Azóta megfordult az alsóbb osztályú Somos SE és Rákosmente KSK csapatainál is. 2016 szeptemberében a pest megyei bajnokságban szereplő Nagykőrösi Kinizsi edzője lett. 2016. október 24-én őt nevezték ki az NB II-es Nyíregyháza Spartacus vezetőedzőjének a távozó Mátyus János helyett. Mindössze fél évet töltött a nyírségi klub kispadján, 2017. április 20-án közös megegyezéssel felbontották a szerződését.
2017 nyarán a pest megyei másodosztályban szereplő Duna-Tisza Aszfalt Törtel edzője lett. A Törtel ugyan jól szerepelt az őszi szezonban, 15 mérkőzésből 14-et megnyert, 85-7-es gólaránnyal és nyolcpontos előnnyel vezette a bajnokságot, a csapat vezetői mégis menesztették Vébert. Ezt követően edzősködött a Fővárosi Vízművek csapatánál, 2020 januárjában pedig újra a Rákosmente KSK irányítását bízták rá. 2020 nyarán az Újpest utánpótlásában kapott szerepet, ahol Szlezák Zoltánnal az U19-es csapat irányítását vették át.

## Sikerei, díjai
- Bajnok: 1990, 1998
- Magyar Kupa és Szuperkupa győztes: 1-1 alkalommal
- 3-szoros válogatott

## Statisztika

### Mérkőzései a válogatottban
| Magyarország | Magyarország        | Magyarország                | Magyarország | Magyarország | Magyarország | Magyarország | Magyarország | Magyarország |
| #            | Dátum               | Helyszín                    | Hazai        | Eredmény     | Vendég       | Kiírás       | Gólok        | Esemény      |
| ------------ | ------------------- | --------------------------- | ------------ | ------------ | ------------ | ------------ | ------------ | ------------ |
| 1.           | 1992. augusztus 26. | Nyíregyháza, Városi Stadion | Magyarország | 2 – 1        | Ukrajna      | barátságos   | -            | 46'          |
| 2.           | 1994. október 12.   | Budapest, Népstadion        | Magyarország | 0 – 0        | Németország  | barátságos   | -            | 57'          |
| 3.           | 1994. december 14.  | Mexikóváros, Azték-stadion  | Mexikó       | 5 – 1        | Magyarország | barátságos   | -            | 63'          |
|              | Összesen            |                             |              | 3            | mérkőzés     |              | 0            | gól          |